# The Kentucky Girl
The Kentucky Girl è un cortometraggio muto del 1912 diretto da Kenean Buel (o George Melford).

## Produzione
Il film, prodotto dalla Kalem Company, venne girato a Glendale, in California.

### Cast
- Harry Wulze (1887-1923): il film segna il suo esordio sullo schermo. Wulze proseguirà la sua carriera cinematografica essenzialmente come soggettista e sceneggiatore, dirigendo saltuariamente anche alcune pellicole.

## Distribuzione
Distribuito dalla General Film Company, il film - un cortometraggio in una bobina - uscì nelle sale cinematografiche statunitensi il 14 agosto 1912. Dopo la vendita della Kalem, ne venne fatta una riedizione che fu distribuita sul mercato americano il 13 agosto 1915.